# 腾冲火山热海旅游区

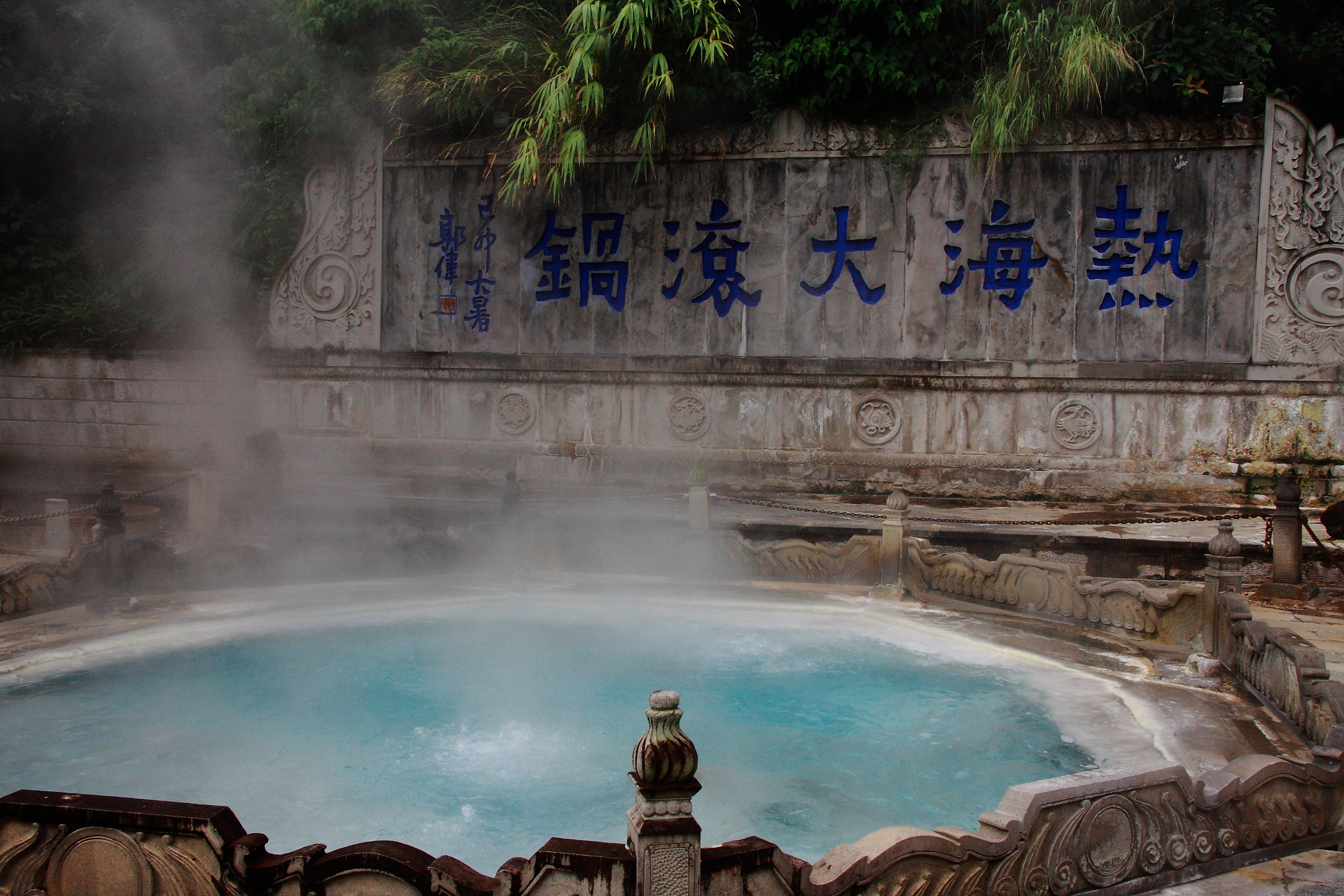
热海大滚锅

腾冲火山热海旅游区，位于中华人民共和国云南省腾冲市城区西南约11千米处，为腾冲众多地热区之一，属于腾冲火山地热国家地质公园。2016年经批准为国家5A级旅游景区，2017年3月3日正式挂牌。
热海地热区内水热活动强烈，有沸泉、热水池、喷气孔、蒸气地面等类型。有热泉、沸泉35个，其中沸泉13个。热水温度为42℃至96℃，且常发生水热爆炸。著名景点有大滚锅、眼镜泉、珍珠泉、鼓鸣泉、怀胎井、蛤蟆嘴、狮子头、澡塘河等。其中最有名的是大滚锅，为热海地热区高温中心，直径6.12米，水深1.5米，因形似大锅而得名；底部有3个喷水孔，涌水量0.94升/秒，水面温度96.6℃，底部温度达102℃。大滚锅的热水可直接煮鸡蛋、土豆、花生等食物。

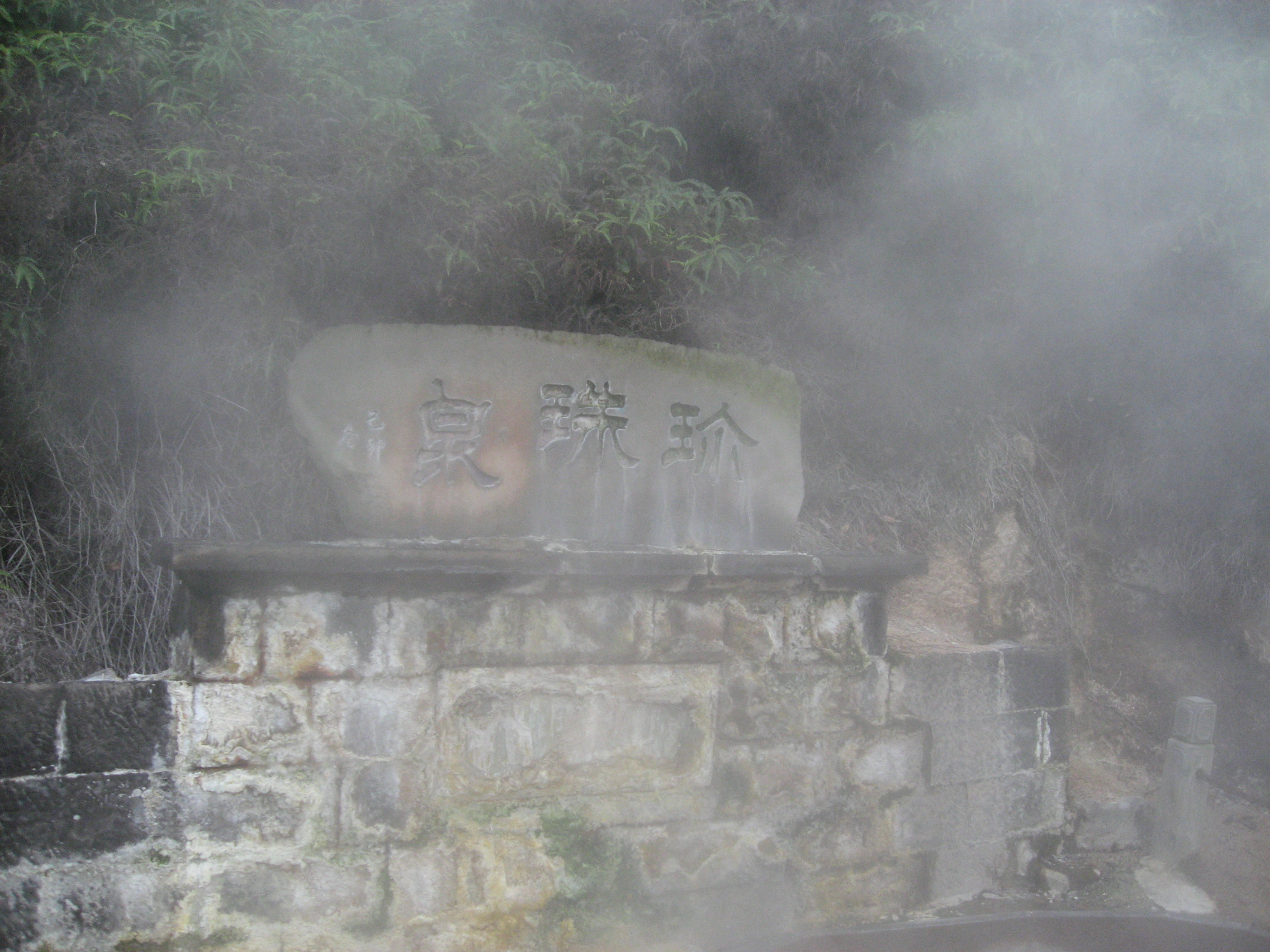
珍珠泉
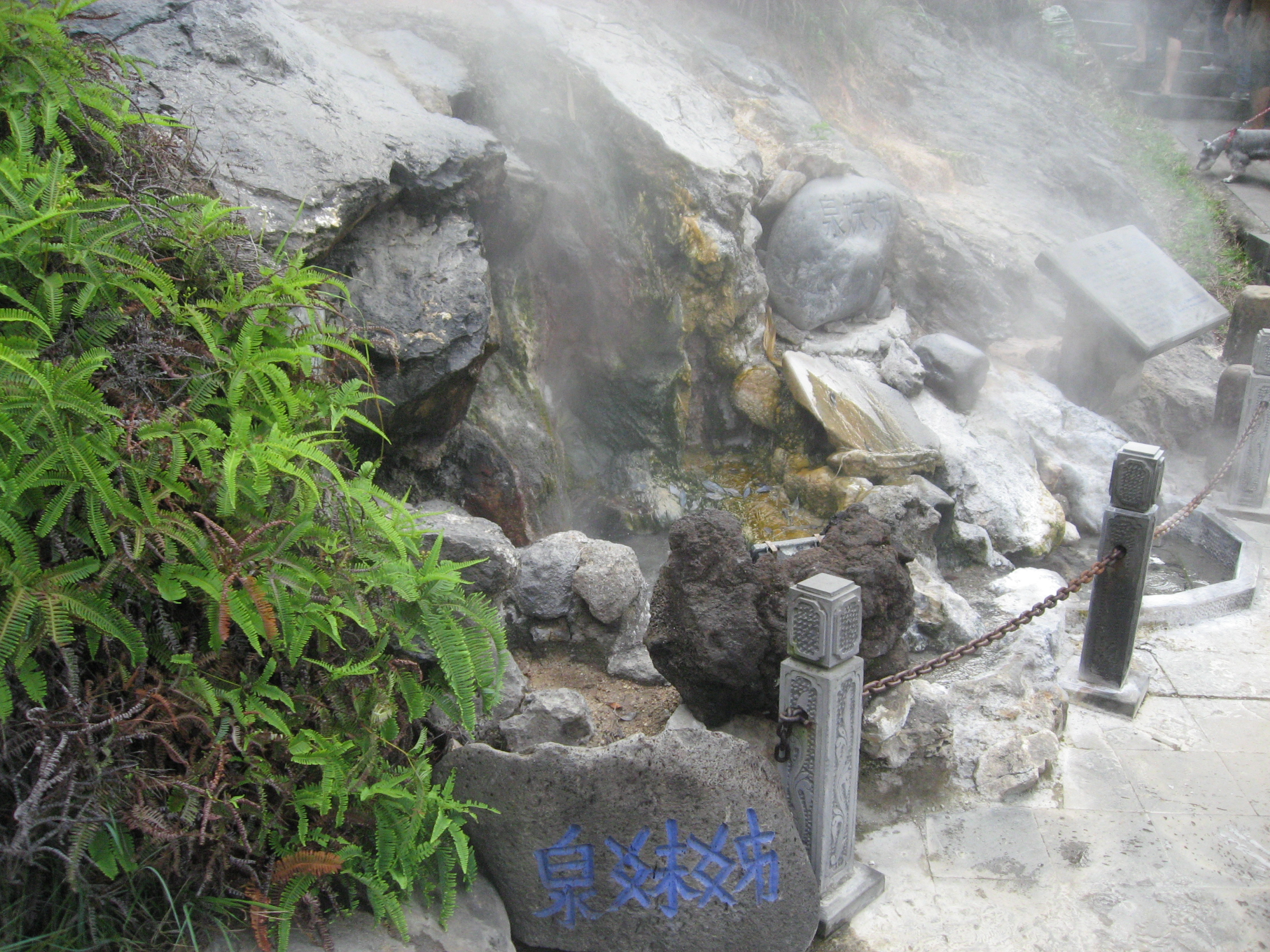
姊妹泉
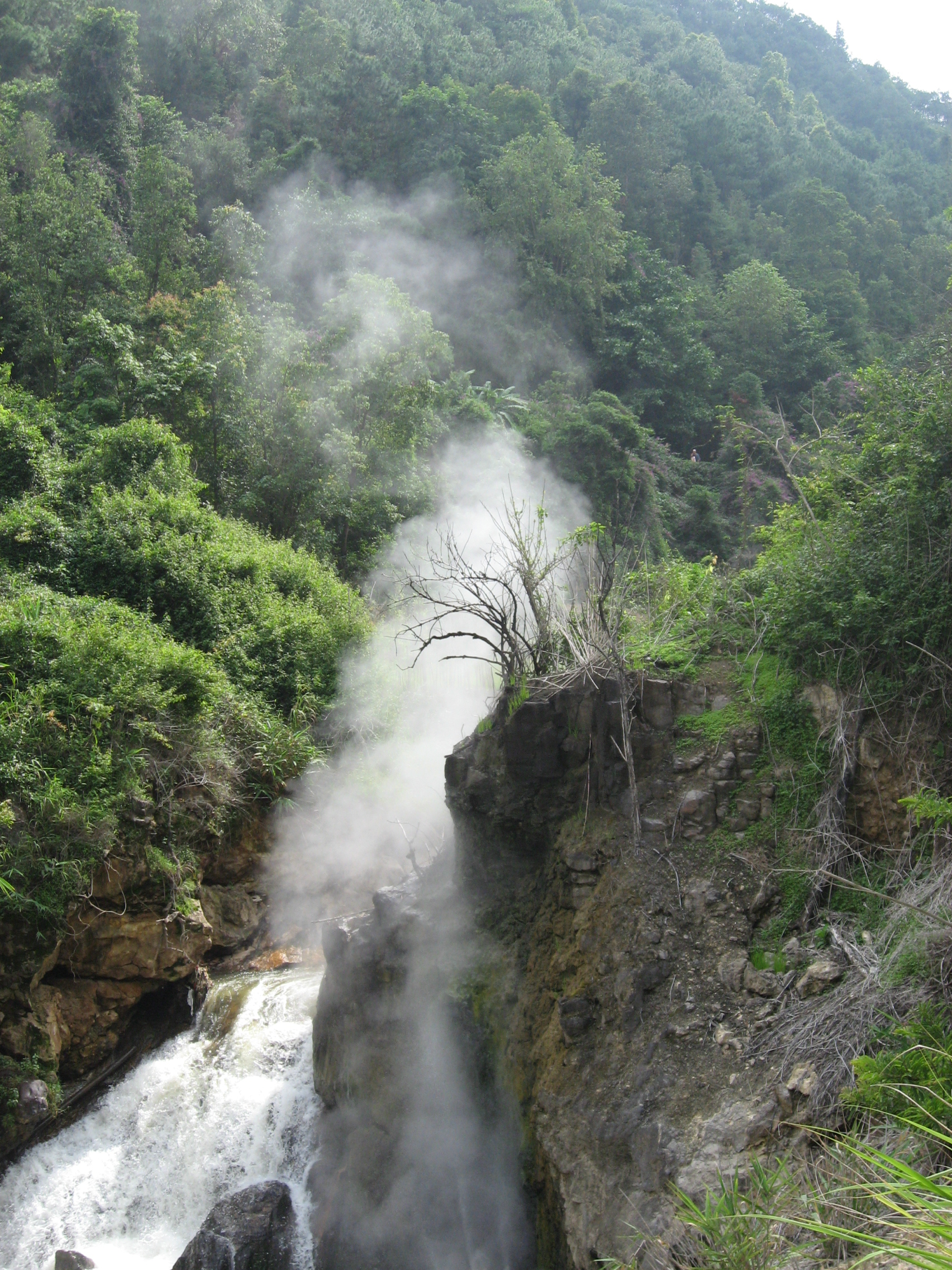
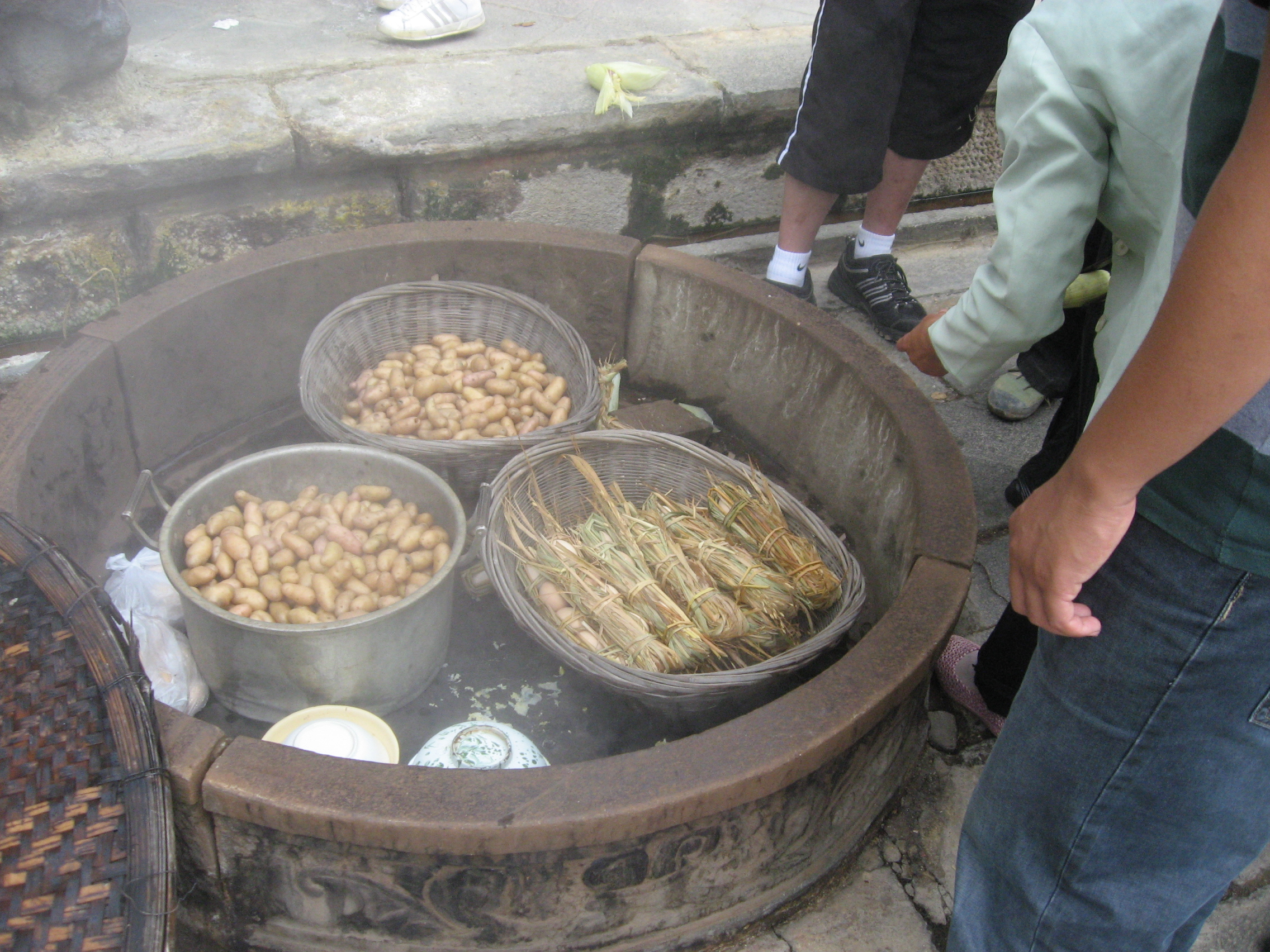
用大滚锅的热水煮出的食物
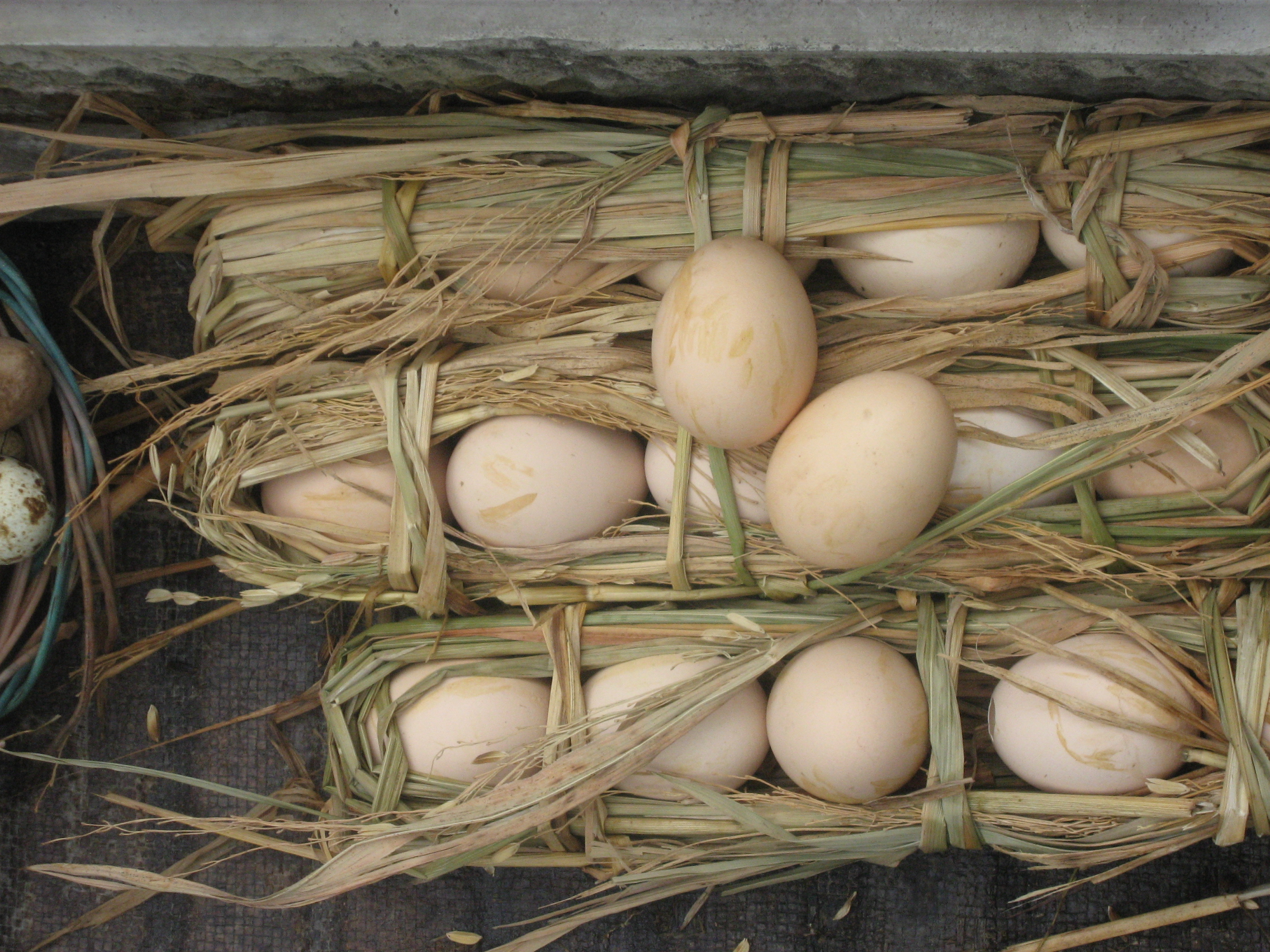
用大滚锅的热水煮出的鸡蛋